# Anabranche

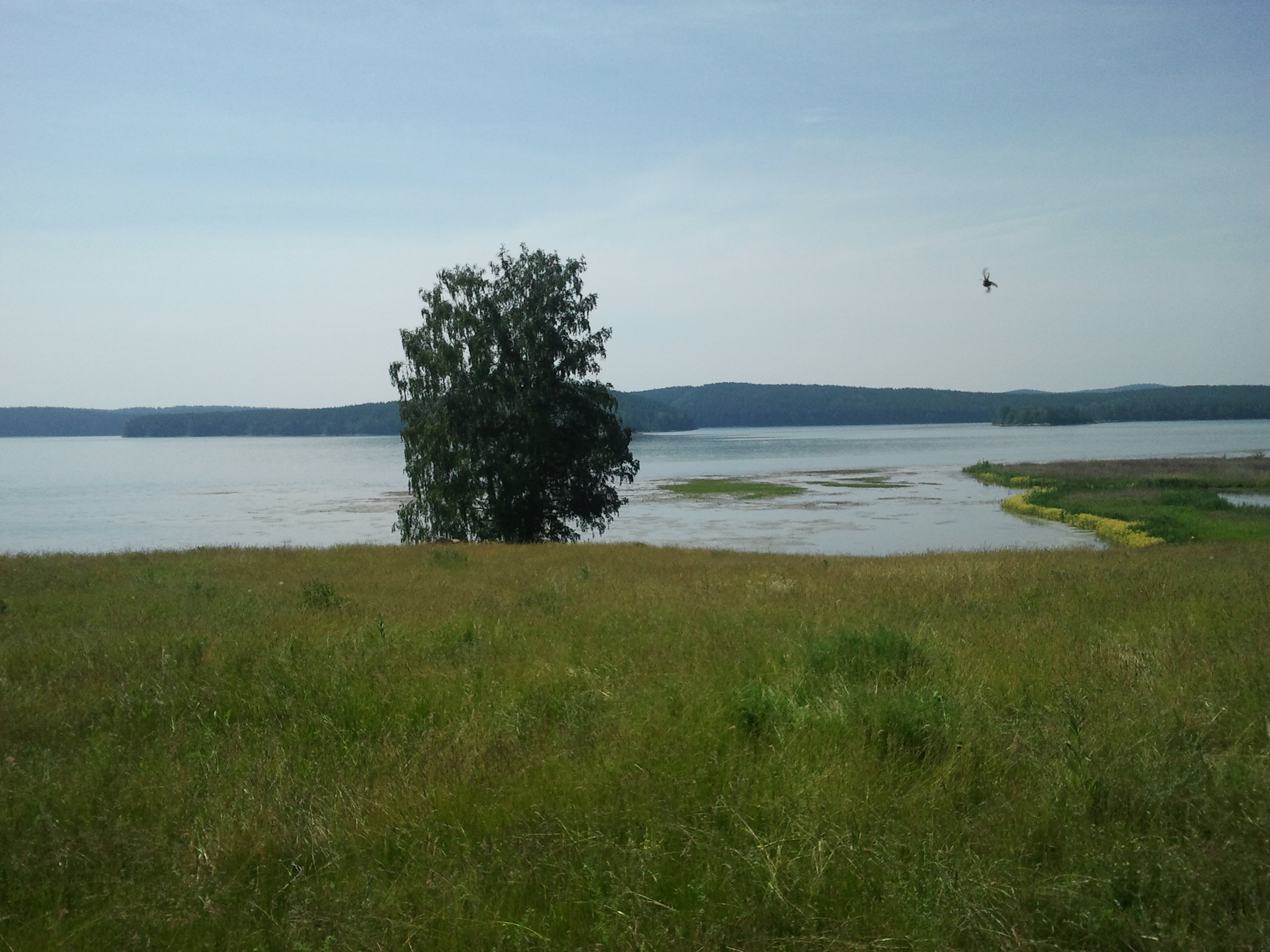
Rive du petit lac Miassov.

Une anabranche (du grec - ana - indiquant la répétition et branche) est une portion d'un cours d'eau qui quitte le lit principal d'un cours d'eau pour le rejoindre en aval. Ce mot est surtout d'utilisation anglophone (anabranch) et employé en Australie. En français on utilise plus souvent le mot "bras".
Théoriquement, dans le cas le plus simple, une île ou une roche dans le lit d'une rivière crée un cours principal et une anabranche ; mais on utilise généralement ce terme lorsque les deux bras du cours d'eau divergent sur une distance de plusieurs kilomètres avant de se rejoindre et lorsque localement l'anabranche est connue sous un nom spécifique différent du cours d'eau principal (exemple la rivière Little Murray, anabranche du fleuve Murray en Australie).
Les bras d'un delta ne sont pas considérés comme des anabranches car ils ne se rejoignent pas.
La cause la plus courante de formation de styles de cours d'eau à anabranches serait le phénomène de transfert de masse par « avulsion », qui crée des brèches dans les berges et autres levées, excave de nouveaux chenaux en plaine alluviale et en rouvre d'anciens qui étaient abandonnés.